# Hymenodon aeruginosus
Hymenodon aeruginosus är en bladmossart som beskrevs av C. Müller 1847. Hymenodon aeruginosus ingår i släktet Hymenodon och familjen Rhizogoniaceae. Inga underarter finns listade i Catalogue of Life.